# Post-tropischer Zyklon
Als Post-tropischer Zyklon wird ein Zyklon bezeichnet, der nicht mehr genügend tropische Merkmale aufweist, um als tropischer Zyklon betrachtet zu werden. Post-tropische Zyklone können weiterhin starke Regenfälle und heftige Winde mit sich bringen.

## Extratropischer Übergang
Extratropischer Übergang (oder auch außertropischer Übergang) eines vormals tropischen Zyklons wird ein bestimmter Zustand genannt, der entsteht, wenn sich das Sturmsystem in kältere Gewässer bewegt und einen ‚kalten Kern‘ entwickelt.
Dann kann sich ein Zustand einstellen, bei dem Eigenschaften sowohl eines tropischen Zyklons als auch einer außertropischen Zyklone auftreten. Der Zyklon hat dabei keine Fronten und hat in der hohen Troposphäre einen kalten Kern. Wie tropische Zyklonen hat der extratropische Zyklon ein gut definierbares Zentrum und eine geschlossene Zirkulation.
In fast jedem ozeanischen Becken, in dem Tropische Zyklonen entstehen, finden auch außertropische Übergänge statt. Lediglich im Nordostpazifik erlauben die synoptischen Bedingungen aufgrund des starken, subtropischen Hochs selten den außertropischen Übergang und auch im südostindischen Ozean findet dieser Übergang nur selten statt.

## Varianten Post-tropischer Zyklone
Zum einen können Zyklone nach dem extratropischen Übergang zu einer außertropischen Zyklone werden. Es besteht aber auch die Möglichkeit, dass es sich zu einem Resttief entwickelt (englisch remnant low) da der Sturm nicht mehr die konvektive Organisation aufweist, die für einen tropischen Zyklon erforderlich ist und Winde von nicht mehr als 34 Knoten aufweist.